# Adam Kokesh
Adam Charles Kokesh, född den 1 februari 1982, är en amerikansk programledare och libertariansk fredsaktivist. Han tjänstgjorde som sergeant i USA:s marinkår under Irakkriget och etablerade sig efter hemkomsten som en framträdande gestalt inom fredsorganisationen Iraq Veterans Against the War.
Kokesh är känd för sina spektakulära aktioner och har vid ett flertal tillfällen gripits av polis, bland annat i maj 2011 efter att ha deltagit i en tyst flash mob-manifestation, under vilken han dansade, vid Jeffersonmonumentet i Washington, D.C. och anhölls av U.S. Park Police.
Han var 2011 programledare för pratshowen Adam vs. The Man på tv-kanalen RT. Adam vs. The Man är numera ett nätbaserat nyhetsprogram som kan ses på YouTube.
Kokesh fängslades efter att ha laddat ett hagelgevär under en protest på Freedom Plaza i Washington D.C. på USA:s självständighetsdag den 4 juli 2013. 

## Presidentkampanj 2020
Den 16 januari 2018 meddelade Kokesh sin presidentkandidatur. Han blev stoppad av polisen i Texas två gånger samma dag och greps vid det andra tillfället för innehav av marijuana och narkotikaklassade ämnen. Han blev släppt mot borgen den 25 januari. Kokesh var en av sex kandidater som tävlade om nomineringen på Libertarian Partys onlinekonvent i maj 2020. Partiet nominerade för första gången en kvinna, Jo Jorgensen.

### Fotnoter
1. ↑  ”Adam Kokesh, Pro-Gun Activist, Calls For 'Revolutionary Army' To Demand Nationwide Secession”. Huffington Post. 30 maj 2013. http://www.huffingtonpost.com/2013/05/30/adam-kokesh-revolutionary-army_n_3358963.html. Läst 5 augusti 2013.
2. ↑  Sarah Kaufman, Dancing in Jefferson Memorial? Our Founding Father would approve, Washington Post, May 2011.
3. ↑  ”Hours after declaring candidacy, presidential hopeful arrested in Wise County” (på engelska). Dallas News. https://www.dallasnews.com/news/wise-county/2018/01/19/hours-after-declaring-candidacy-presidential-hopeful-arrested-wise-county. Läst 12 maj 2018.
4. ↑  ”Adam Kokesh, a little-known presidential candidate, is finally out of a Texas jail” (på engelska). star-telegram. http://www.star-telegram.com/news/state/article196616409.html. Läst 12 maj 2018.
5. ↑  Brian Doherty (23 maj 2020). ”Jo Jorgensen Wins Libertarian Party Presidential Nomination” (på engelska). Reason. https://reason.com/2020/05/23/jo-jorgensen-wins-libertarian-party-presidential-nomination/. Läst 24 maj 2020.